# Institut für Bibliotheks- und Informationswissenschaft (Budapest)

Logo der Universität ELTE

Das Institut für Bibliotheks- und Informationswissenschaft (ungarisch Könyvtár- és Információtudományi Intézet) an der Loránd-Eötvös-Universität in Budapest ist das einzige universitäre Institut in Ungarn, das Forschung und Lehre auf den Gebieten Informationswissenschaft und Bibliothekswesen vereinigt.
Das Institut ist in vier Unterinstitute gegliedert:
- Institut für Bibliothekswissenschaft
- Institut für Informatik
- Institut für Allgemeine und Angewandte Sprachwissenschaft
- Institut für Informatik und Lerntechnologie